# フェイス・ノー・モア
フェイス・ノー・モア (Faith No More) は、アメリカ合衆国出身のオルタナティヴ・ロックバンド。
結成は1979年まで遡り、オルタナティヴ系の先駆けとして活動、1990年代に開花した。一度解散したが、2009年から11年ぶりに再始動。以降断続的に活動している。

## 略歴
- 1979年、ビリー・グールド (ベース)、マイク・ボーディン (ドラム)らで、ロックバンド「Sharp Young Men」を結成。後に「Faith No Man」と改名する。

- 1982年、ロディ・ボッタム (キーボード)が加入し、更に「フェイス・ノー・モア (Faith No More)」と改名してバンド名が固まる。

- 1983年、ジム・マーティン (ギター)が加入。1984年にはボーカリストが、女性シンガーのコートニー・ラブから男性ボーカルのチャック・モズレーに交代。

- 1985年、1stアルバム『ウィー・ケア・ア・ロット』をリリース。

- 1987年4月、メジャー・デビュー作に当たる2ndアルバム『イントロデュース・ユアセルフ』をリリース[1]。

- 1988年、チャック・モズレーが解雇され、新ボーカリストとしてマイク・パットンが加入。

- 1989年、3rdアルバム『ザ・リアル・シング』をリリース。シングルカットされた「エピック (Epic)」が、ビルボードチャートでトップ10入りを果たす大ヒットとなる。「エピック」はゲーム「Saints Row: The Third」に使用されている。

- 1992年、4thアルバム『エンジェル・ダスト』をリリース。

- 1993年、ギタリストのジム・マーティンが解雇される。

- 1994年、新ギタリストとしてミスター・バングルのトレイ・スプルアンスが加入、新アルバムのレコーディングにとりかかる。

- 1995年、5thアルバム『キング・フォー・ア・デイ』をリリース。トレイ・スプルアンスが脱退し、新ギタリストとしてキーボード・ローディーのディーン・メンタが加入する。プロモーションのために大規模なワールドツアーに繰り出すものの、メンバーが期待したほど売り上げは伸びず。

- 1996年、ディーン・メンタに代わってジョン・ハドソンが加入。

- 1997年、6thアルバム『アルバム・オブ・ザ・イヤー』をリリース。

- 1998年に解散した後、ベスト・アルバム『フー・ケアーズ・ア・ロット〜グレイテスト・ヒッツ』を発表。

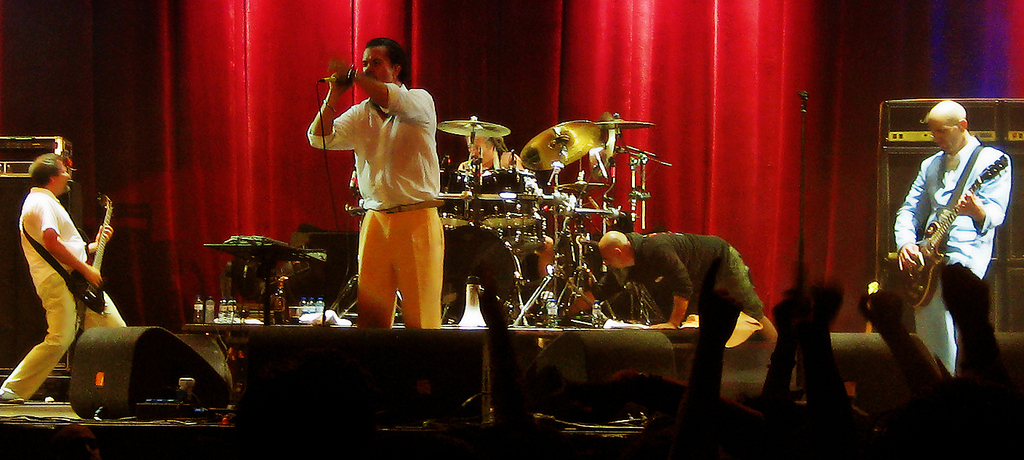
ポルトガル・オデミラ公演 (2009年8月)

- 2009年、解散前のラインナップで約10年ぶりに再結成を果たし[2]、『Download Festival 2009』に出演するなど、ライブ活動を展開。

- 2011年12月のチリ公演を最後に一旦活動停止[3]。2013年から再び活動を再開した。

- 2015年に18年ぶりとなる7thアルバム『ソル・インヴィクタス』を発表[4]。

- 2017年、アルバムデビュー当時の旧メンバー、チャック・モズレー(ボーカル)が死去[5]。

## サウンド・スタイル
キーボードを主体としたHR/HMを基本としながらも、ファンク・ラップ・ソウル・プログレなど、様々な要素を内包したサウンドを展開している。1990年代以降の、オルタナティヴ・ロックといった用語が確立されるまで、ジャンルの分類が困難な面もあった。1988年にマイク・パットンが加入してからは更に音楽性の幅を広げ、ファンクメタルからカントリー・バラードまでこなす。

## メンバー

### 現ラインナップ
- マイク・パットン - Mike Patton （1968年1月27日 -  ）(ボーカル) (1988年-1998年、2009年- )
- ジョン・ハドソン - Jon Hudson （1968年4月13日 - ）(ギター) (1996年-1998年、2009年- )
- ビリー・グールド - Billy Gould （1963年4月24日 -  ）(ベース)リーダー (1979年-1998年、2009年- )
- マイク・ボーディン - Mike "Puff" Bordin （1962年11月27日 -  ）(ドラム) (1979年-1998年、2009年- )
- ロディ・ボッタム - Roddy Bottum （1963年7月1日 -  ）(キーボード) (1982年-1998年、2009年- )

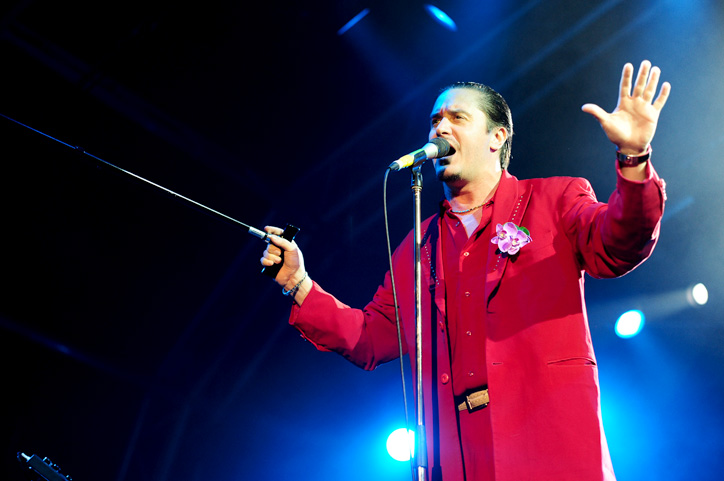
マイク・パットン(Vo) 2010年
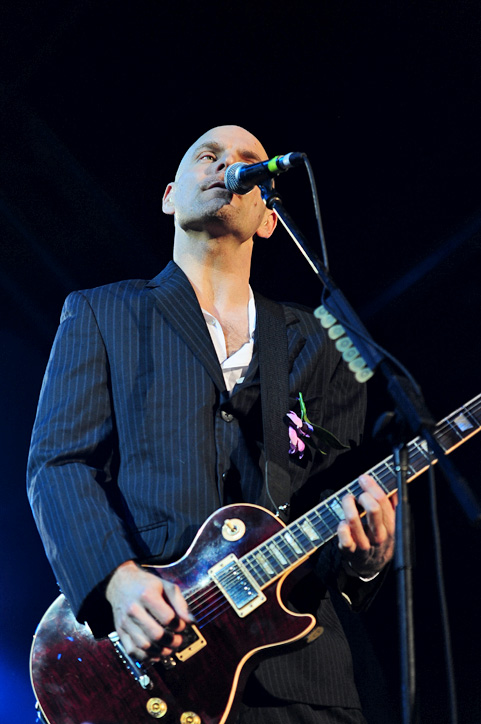
ジョン・ハドソン(G) 2010年
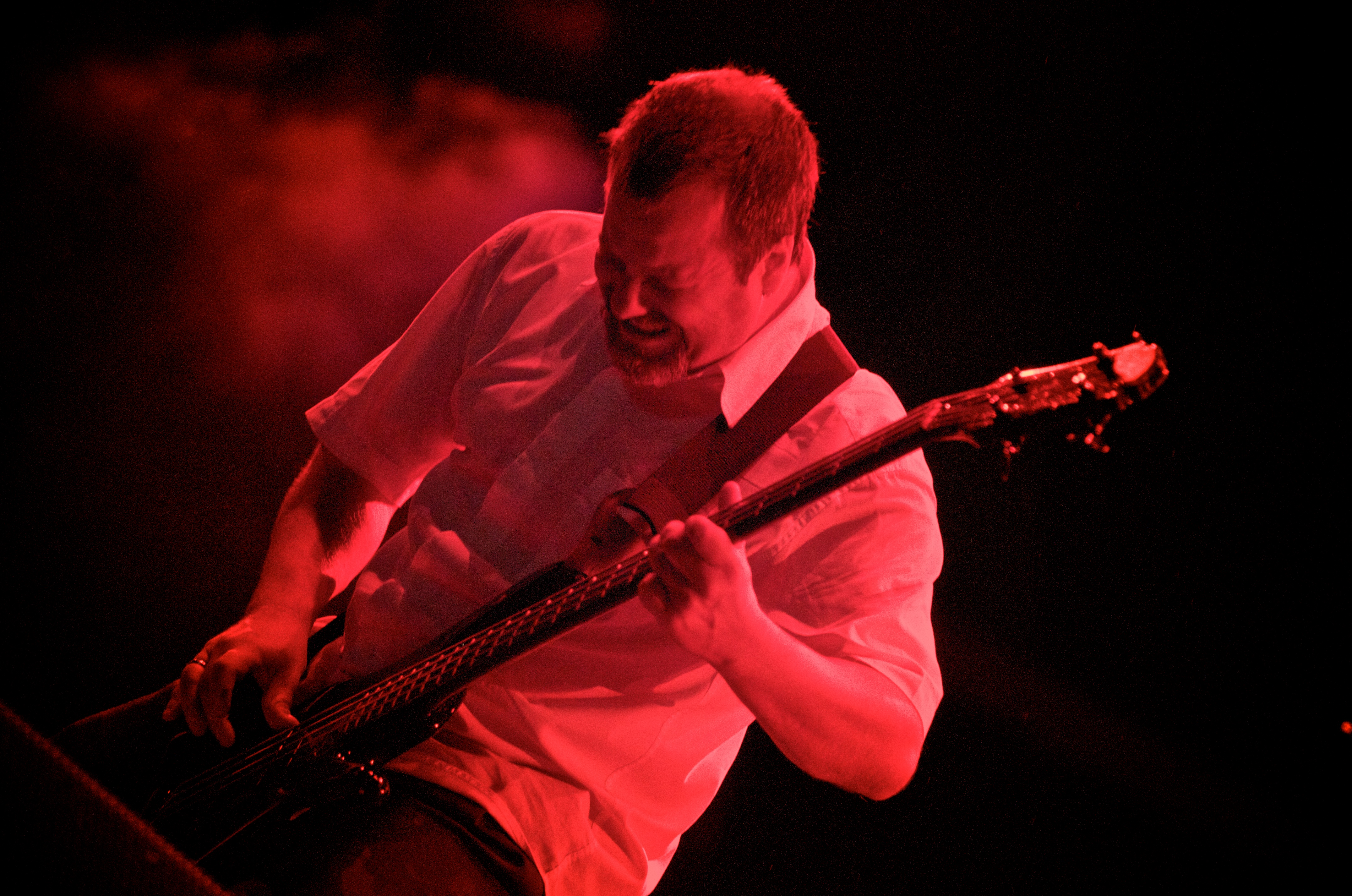
ビリー・グールド(B) 2009年
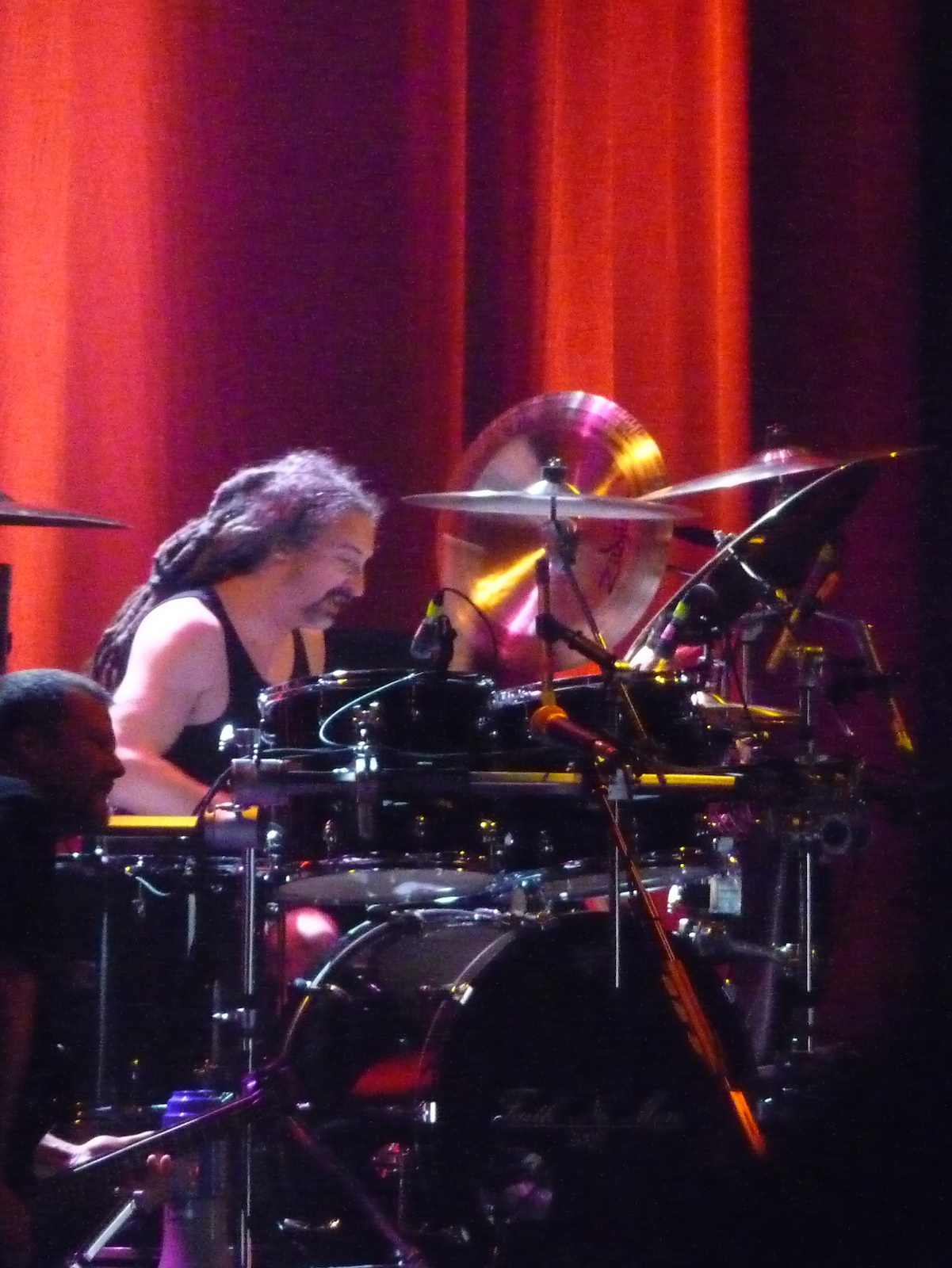
マイク・ボーディン(Ds) 2009年
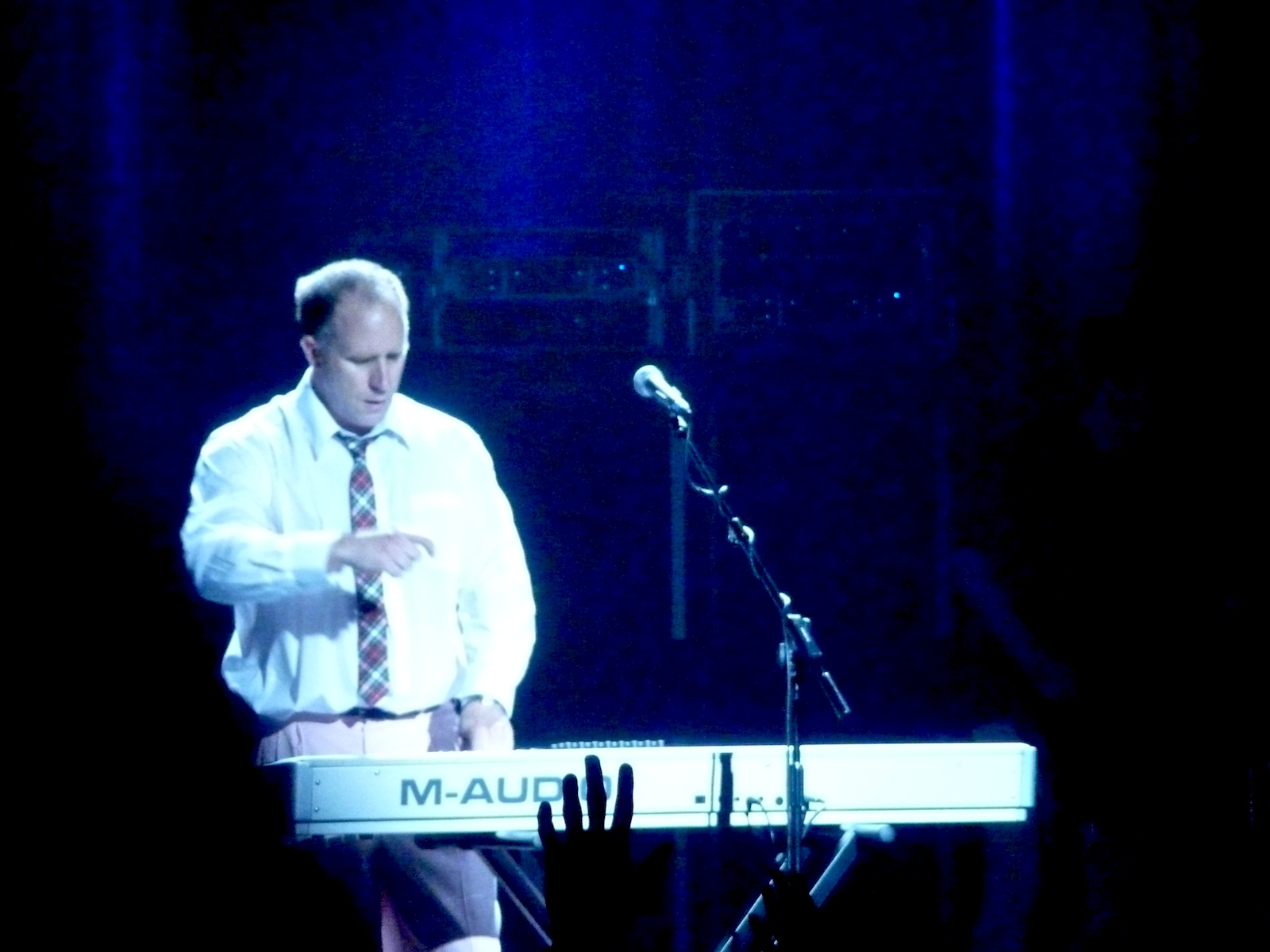
ロディ・ボッタム(Key) 2009年

### 旧メンバー
- マイク・モリス - Mike Morris (ボーカル、ギター) (1979年-1982年)
- Wade Warthington (キーボード) (1979年-1981年)
- コートニー・ラブ - Courtney Love （1964年7月9日 -  ）(ボーカル) (1982年-1984年)
- マーク・ボウエン - Mark Bawen (ギター) (1983年)
- チャック・モズレー - Chuck Mosley (ボーカル) (1984年-1988年) 2017年死去
- ジム・マーティン - "Big" Jim Martin （1961年7月21日 -  ）(ギター) (1983年-1993年)
- トレイ・スプルーアンス - Trey Spruance (ギター) (1993年-1995年)
- ディーン・メンタ - Dean Menta (ギター) (1995年-1996年)

## ディスコグラフィ

### スタジオ・アルバム
- 『ウィー・ケア・ア・ロット』 - We Care a Lot (1985年)
- 『イントロデュース・ユアセルフ』 - Introduce Yourself (1987年)
- 『ザ・リアル・シング』 - The Real Thing (1989年)
- 『エンジェル・ダスト』 - Angel Dust (1992年)
- 『キング・フォー・ア・デイ』 - King for a Day... Fool for a Lifetime (1995年)
- 『アルバム・オブ・ザ・イヤー』 - Album of the Year (1997年)
- 『ソル・インヴィクタス』 - Sol Invictus (2015年)

### ライブ・アルバム
- 『ライヴ・アット・ザ・ブリクストン・アカデミー』 -  Live at the Brixton Academy (1990年)

### コンピレーション・アルバム
- 『フー・ケアーズ・ア・ロット〜グレイテスト・ヒッツ』 - Who Cares a Lot? (1998年)
- Very Best Definitive Ultimate Greatest Hits Collection (2009年)

## 日本公演
- 1991年 10月
- 1993年  4月
- 1995年  8月
- 1997年 11月
- 2015年  2月[6]